# Каптури (Маковський повіт)
Каптури (пол. Kaptury) — село в Польщі, у гміні Шелькув Маковського повіту Мазовецького воєводства.
Населення — 92 особи (2011).
У 1975-1998 роках село належало до Остроленцького воєводства.

## Демографія
Демографічна структура станом на 31 березня 2011 року:
|          | Загалом | Допрацездатний вік | Працездатний вік | Постпрацездатний вік |
| -------- | ------- | ------------------ | ---------------- | -------------------- |
| Чоловіки | 48      | 6                  | 33               | 9                    |
| Жінки    | 44      | 9                  | 25               | 10                   |
| Разом    | 92      | 15                 | 58               | 19                   |